# Acerentomon gallicum
Acerentomon gallicum är en urinsektsart som beskrevs av Ionesco 1933. Acerentomon gallicum ingår i släktet Acerentomon och familjen lönntrevfotingar. Inga underarter finns listade i Catalogue of Life.